# Michael Foot

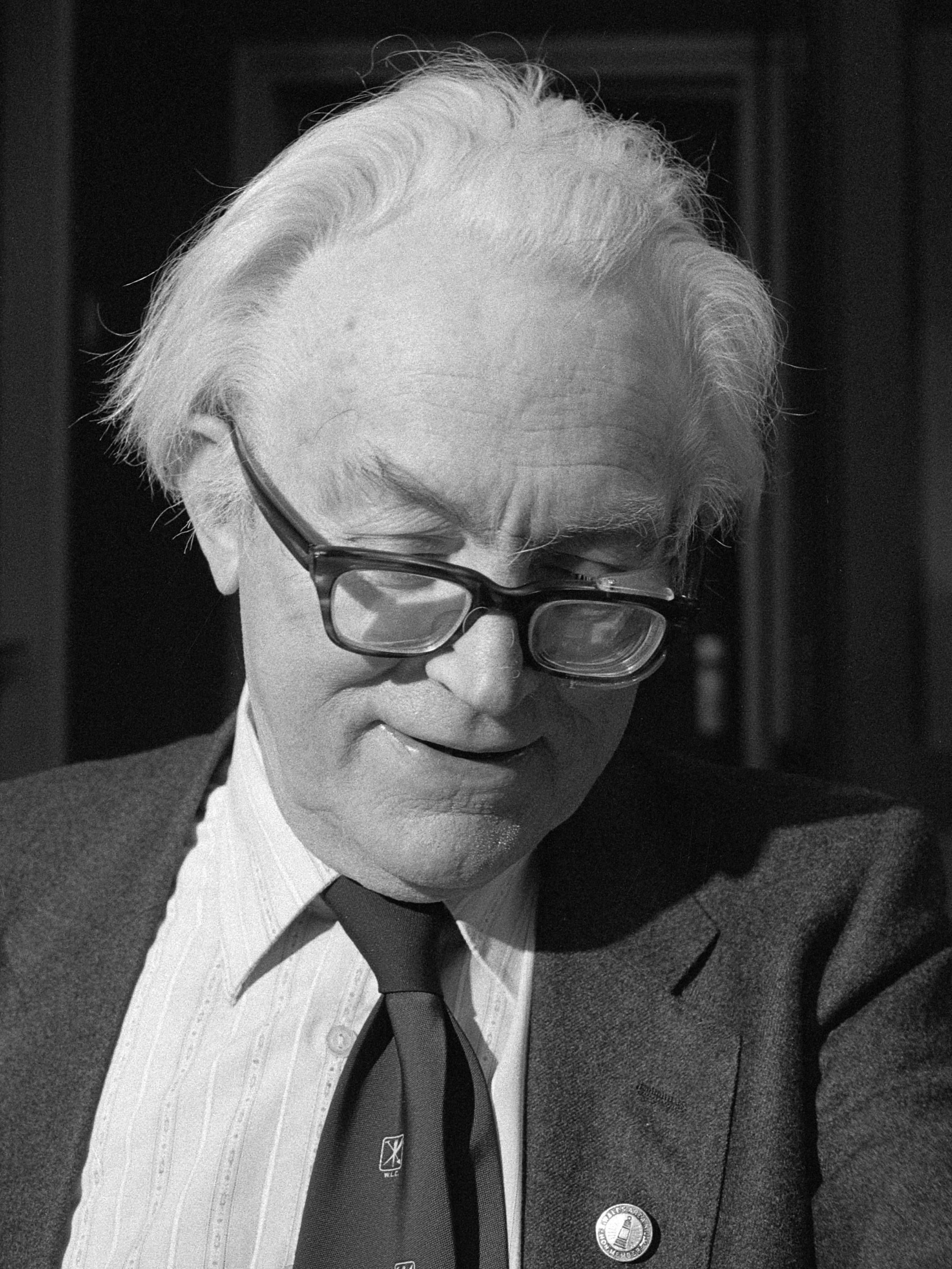
Michael Foot em 1981

Michael Mackintosh Foot (23 de julho de 1913 — 3 de março de 2010) foi um político britânico que serviu como Líder da Oposição e Líder do Partido Trabalhista, de 1980 a 1983. Foot iniciou sua carreira como jornalista nos periódicos Tribune e Evening Standard. Utilizando pseudônimo, foi coautor do livro Guilty Men, que polemizou a política de apaziguamento de Hitler.
Foot serviu como Membro do Parlamento (MP) de 1945 a 1955 e, novamente, de 1960 até sua aposentadoria, em 1992. Um orador passional e associado à ala esquerda do Partido Trabalhista a maior parte de sua carreira, Foot foi um intenso apoiador da Campaign for Nuclear Disarmament (CND, em português Campanha pelo Desarmamento Nuclear) e da saída britânica da Comunidade Econômica Europeia (CEE). Foi apontado ao Gabinete do Reino unido durante o governo Harold Wilson em 1974, e posteriormente serviu como Líder da Câmara dos Comuns (1976–1979) na gestão James Callaghan. Também no governo Callaghan, foi líder do Partido Trabalhista de 1976 a 1980.
Foot serviu como líder trabalhista e Líder da Oposição, de 1980 a 1983. Suas posições, fortemente à esquerda, e críticas à sua liderança hesitante fizeram dele um líder impopular. Não particularmente telegênico, foi apelidado de "Worzel Gummidge" por sua aparência desleixada. Conduziu o Partido Trabalhista na eleição geral de 1983, quando o partido obteve sua menor parcela de votos em 65 anos e o menor número de cadeiras parlamentares desde o término da Primeira Guerra Mundial. Após a eleição, ele resignou à liderança do partido e foi sucedido por Neil Kinnock.
Livros escritos por Foot incluem Guilty Men (1940); The Pen and the Sword (1957), uma biografia de Jonathan Swift; e uma biografia de Aneurin Bevan.